# Успение Богородично (Сятища)
Вижте пояснителната страница за други значения на Успение Богородично.
„Успение Богородично“, известна и като „Света Ана“ (на гръцки: Ιερός Ναός Κοιμήσεως της Θεοτόκου), е православна църква в град Сятища, Егейска Македония, Гърция, част от Сисанийската и Сятищка епархия на Вселенската патриаршия.

## Местоположение
Църквата е изградена в Герания, южната махала на Сятища, южно от „Света Параскева“ в двора ѝ.

## Описание
Представлява малък храм с ценни икони на иконостаса от 1741 и 1742 година.